# Ptaki grzebieniowe

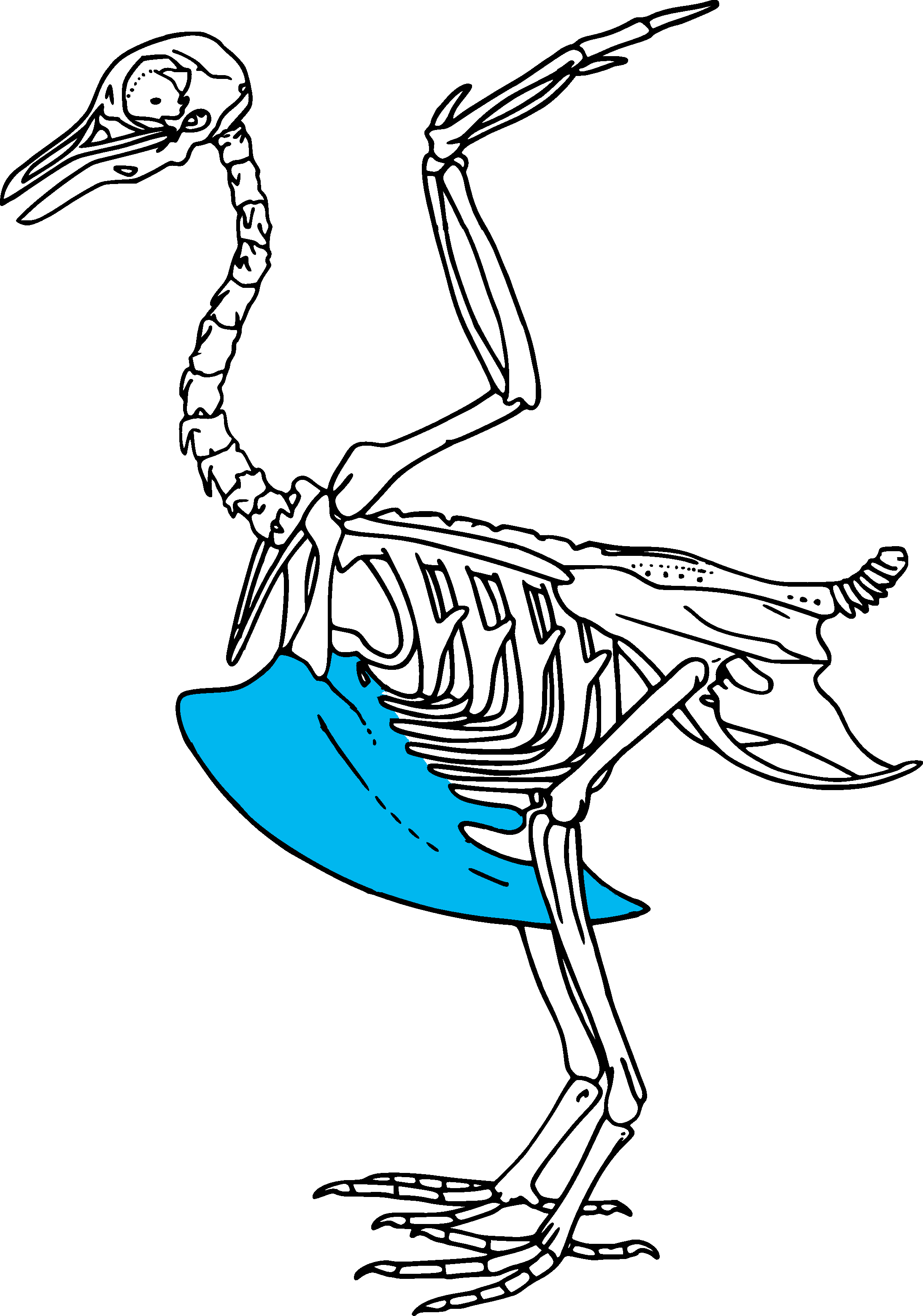
Szkielet gołębia (przedstawiciela ptaków grzebieniowych – grzebień zaznaczono na niebiesko)

Ptaki grzebieniowe, grzebieniowce (Carinatae) – grupa ptaków obejmująca gatunki mające na mostku grzebień kostny – miejsce przyczepu mięśni poruszających skrzydła. 
W założeniu termin ten miał mieć znaczenie systematyczne i grupować razem ptaki latające i pingwiny, ale okazał się nie mieć wartości filogenetycznej, ponieważ wyłącza z grupy ptaków grzebieniowych te gatunki niezdolne do lotu, które są bliskimi krewnymi ptaków latających. Na przykład nielotna papuga kakapo znalazłaby się poza tą grupą razem z bezgrzebieniowymi strusiami, zamiast zgodnie z pokrewieństwem zostać pogrupowana razem z innymi papugami.
Terminem używanym w systematyce ptaków, który jest bliski znaczeniowo ptakom grzebieniowym jest nadrząd ptaków neognatycznych.